# Història de l'art
La història de l'art és una branca de les ciències socials que estudia l'evolució de l'art a través del temps.

## Prehistòria

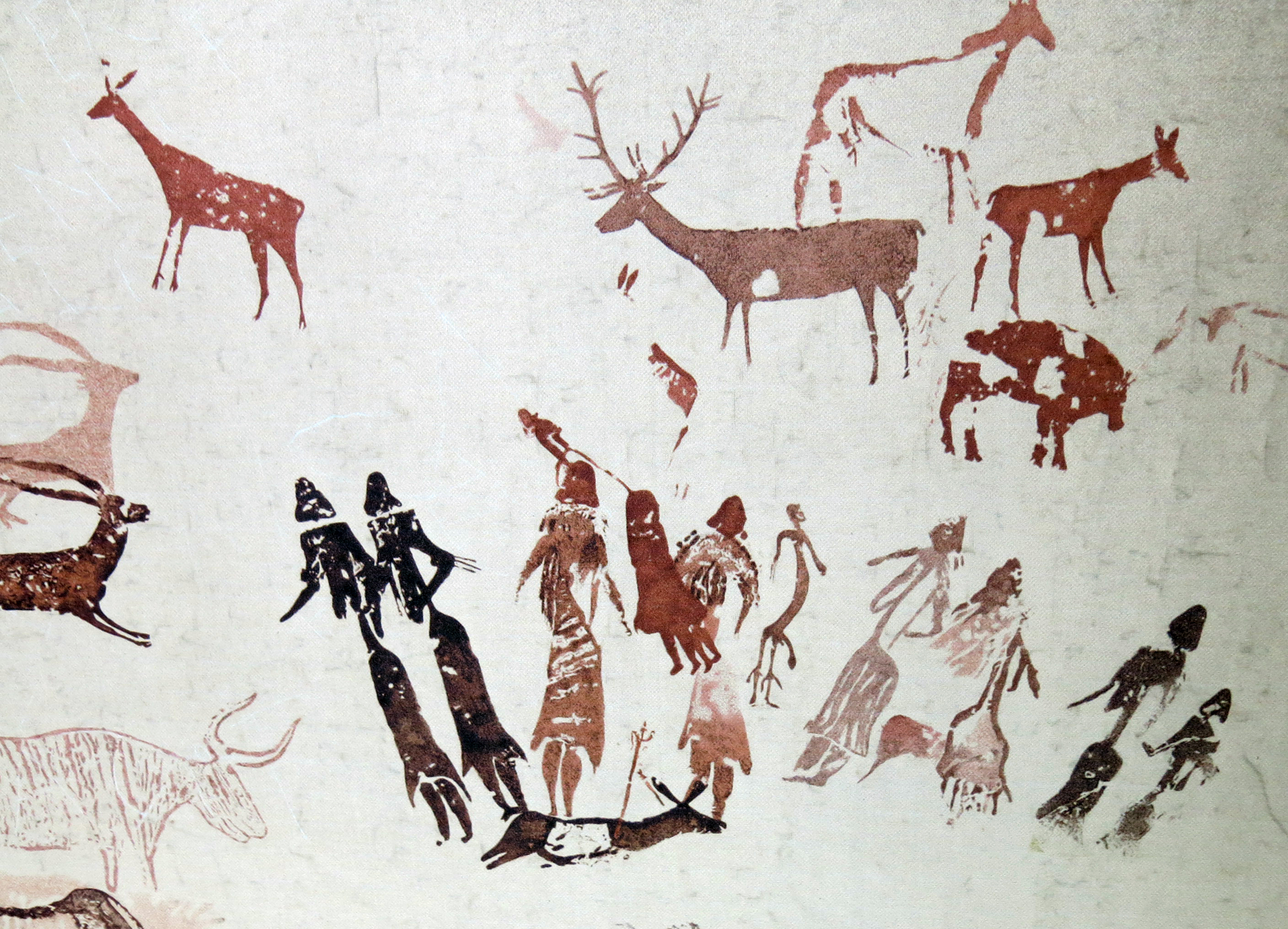
Dansa fàl·lica de figures femenines a les Coves del Cogul

L'art prehistòric és el que desenvolupà l'ésser humà des del Paleolític superior fins al Neolític, períodes on van sorgir les primeres manifestacions que es poden considerar com a artístiques. Al paleolític, l'home es dedicava a la caça i vivia en coves, elaborant l'anomenada pintura rupestre. Durant el Neolític, es torna sedentari i es dedica a l'agricultura, amb societats cada vegada més complexes en les que té més importància la religió, com es pot observar en els monuments megalítics, i inicia la producció de peces d'artesania. Representades com a escultures, apareixen unes exuberants figures femenines de pedra en una exaltació artística de la fertilitat; són les «venus prehistòriques», com la Venus de Willendorf i la Venus de Lespugue. A partir del segle v aC, en el darrer període de l'edat del ferro, els celtes van desenvolupar la cultura de La Tène, propagant-la per tot Europa; va representar una evolució de l'art de la cultura de Hallstatt.
L'art ibèric és l'art que es va desenvolupar a la península Ibèrica de manera coetània a la cultura de La Tène, principalment a Andalusia i a la zona de llevant i, en menor mesura, a la Meseta Central i al sud de França. L'arquitectura es basava en els murs adovellats, realitzant arcs i voltes falses per aproximació de filades. Les ciutats s'acostumaven a construir en acròpoli, com a Azaila, Ullastret i Olèrdola. L'escultura es va desenvolupar notablement, destacant les «dames», com la Dama d'Elx i la Dama de Guardamar.

## Antiguitat

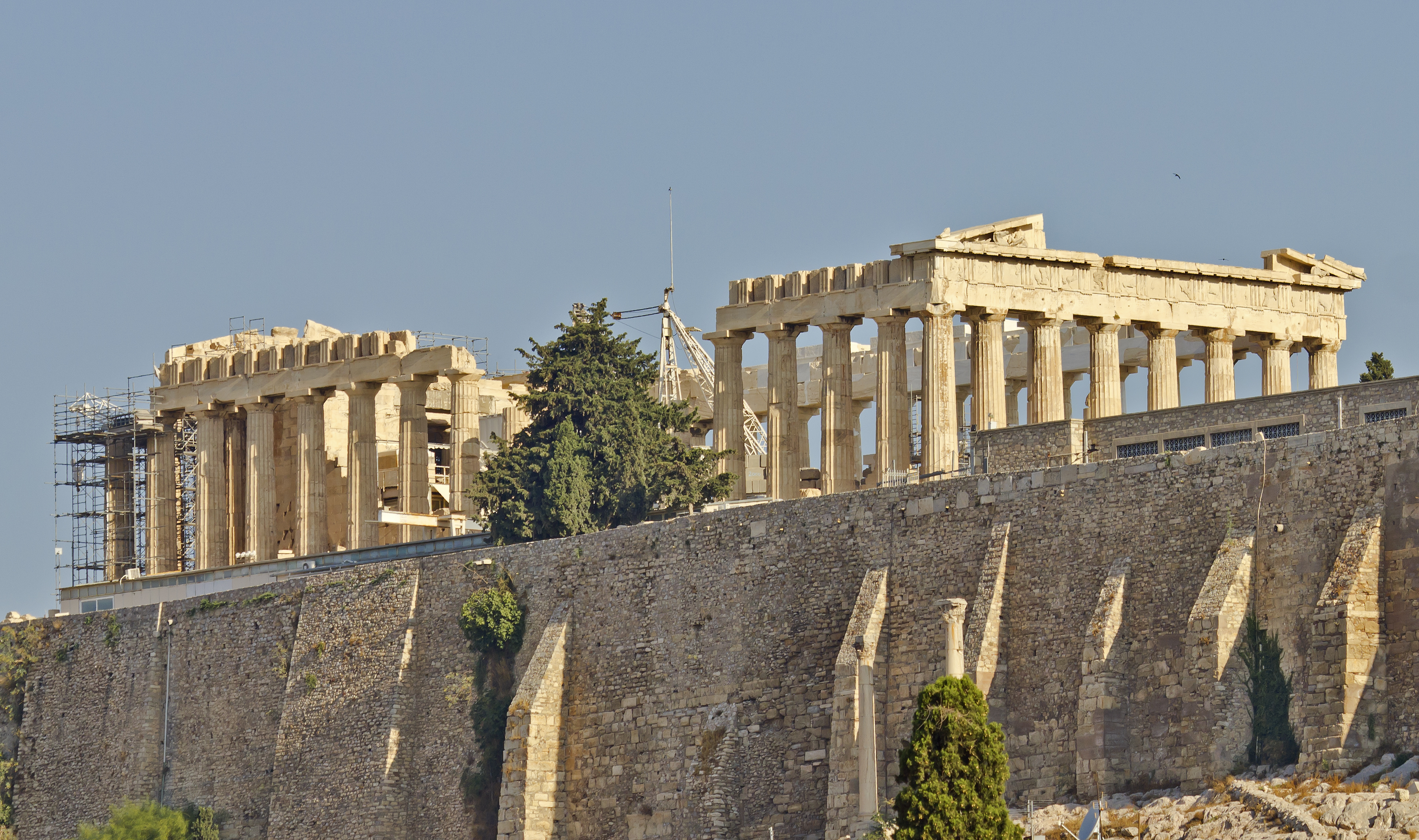
Les columnes d'ordre dòric del Partenó

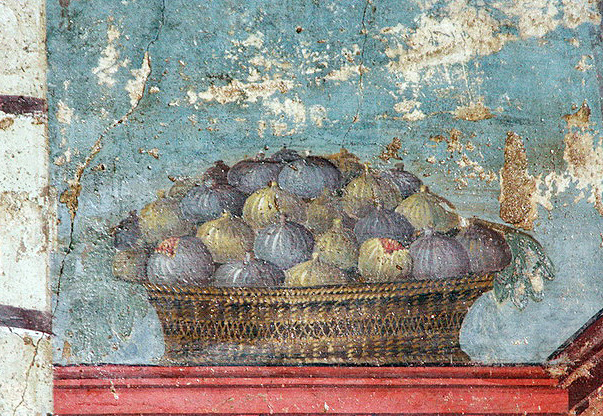
Fresc a Oplontis, prop de Pompeia

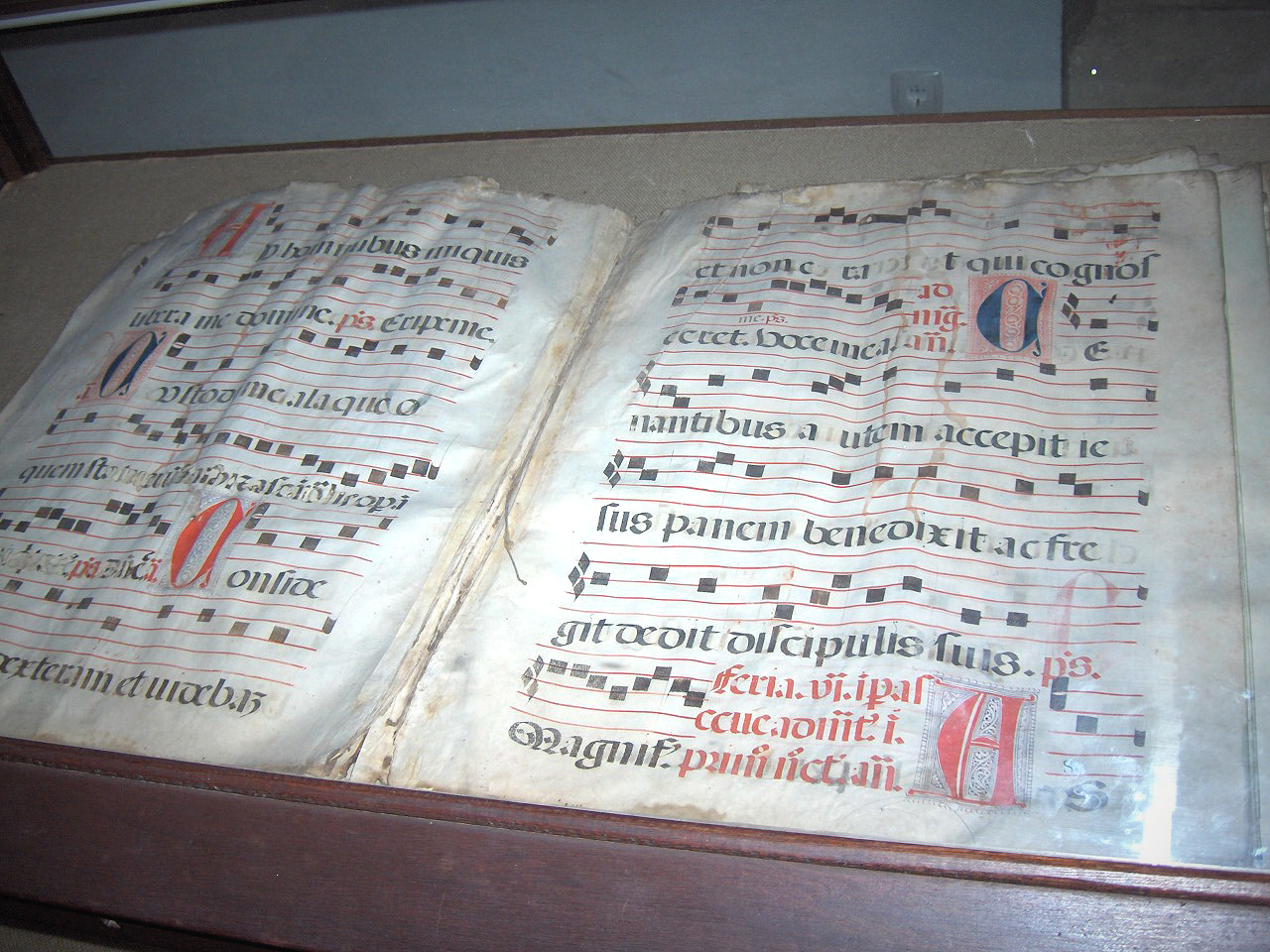
Missal amb cants gregorians

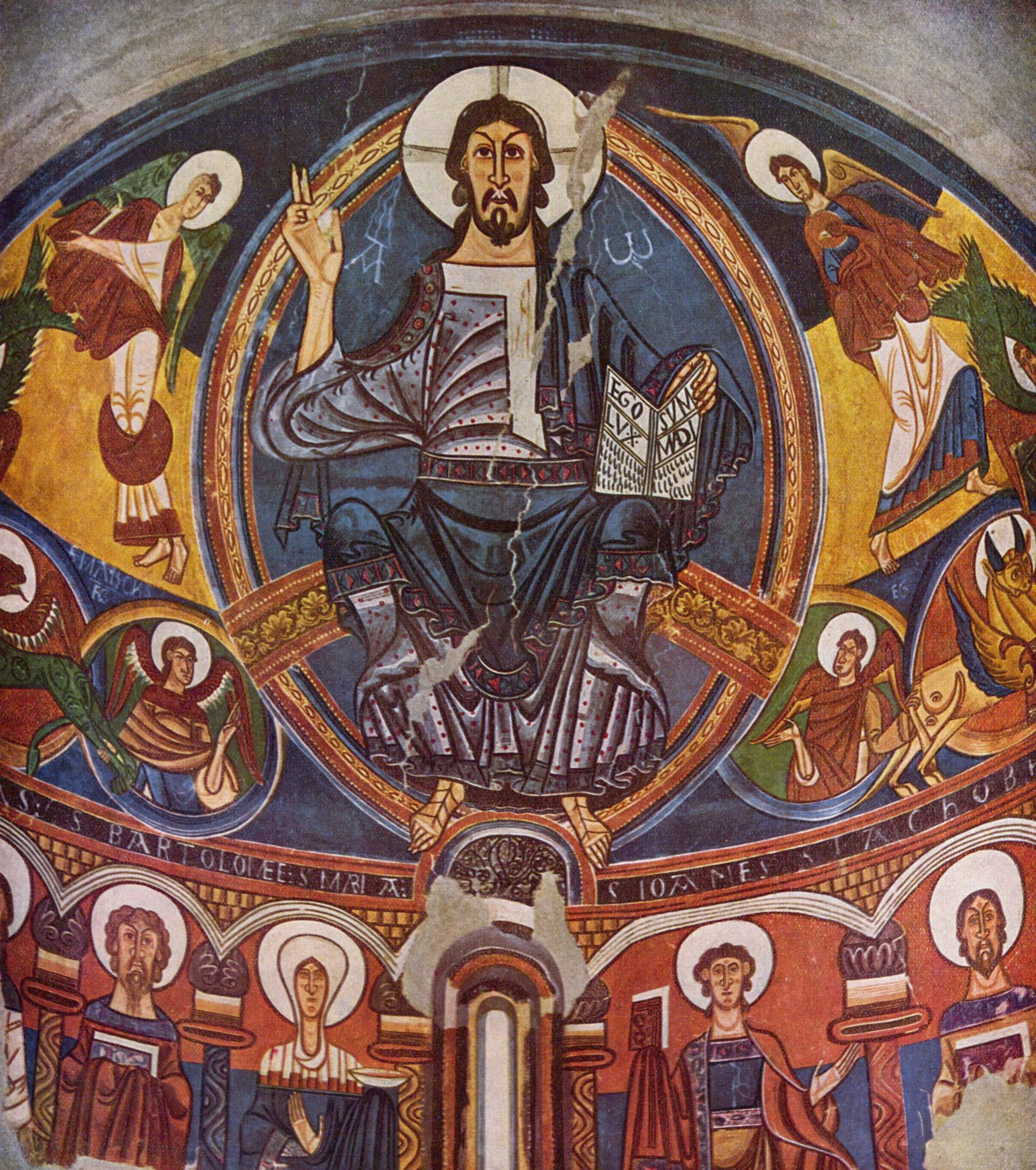
Absis central de Sant Climent de Taüll (MNAC)

L'art egipci era intensament religiós i simbòlic. Destaquen en arquitectura les mastabes, les piràmides i els hipogeus, com els de la Necròpolis de Guiza i la Vall dels Reis. L'escultura i la pintura mostren la figura humana de forma realista, encara que hi ha un excés de hieratisme i esquematisme a causa de la rigidesa dels seus cànons simbòlics de la seva religió.
L'art mesopotàmic es desenvolupà a la zona compresa entre els rius Tigris i Eufrates, on es van anar succeint diverses cultures, com la dels sumeris, els accadis, els assiris i els perses. Dins l'arquitectura destaquen els ziggurats, uns grans temples de forma graonada i piramidal. Pel que fa a l'escultura, es desenvolupà en talla exempta o relleu, en escenes religioses, de caça i militars, amb la presència de figures humanes i animals reals o mitològics.
A l'antiga Grècia es van desenvolupar les principals manifestacions artístiques que van marcar l'evolució de l'art a Occident. Després d'uns inicis d'esplendor de les cultures minoica i micènica, l'art grec es va desenvolupar en tres grans períodes: l'arcaic, el clàssic i l'hel·lenístic. En l'arquitectura, són ben representatius els temples, que presenten tres ordres constructius diferenciats: el dòric, el jònic i el corinti. Destaca especialment el conjunt de l'Acròpolis d'Atenes. En escultura predominà la representació del cos humà, amb una evolució des de formes inicials més rígides i esquemàtiques, passant pel naturalisme del període clàssic –amb l'obra de Miró, Fídies i Policlet–, fins al recarregament i la sinuositat del període hel·lenístic. Aristòtil descriu ja tècniques intel·lectuals com l'oratòria, i distingeix entre les arts que feien possible una «educació liberal» –com ara la gramàtica, la lògica, la retòrica o la geometria–, i les que implicaven el treball amb les mans i, per tant, eren «servils i per sota de la dignitat d'un cavaller».
L'art romà, amb l'art etrusc de precedent, va rebre la influència de l'art grec. Gràcies a l'expansió de l'Imperi Romà, l'art clàssic grecoromà va arribar a quasi tots els racons d'Europa, nord d'Àfrica i el Pròxim Orient, fixant les bases de l'art occidental. En l'arquitectura civil van destacar grans enginyers i constructors que construïren carreteres, ponts, aqüeductes i altres obres urbanístiques, així com temples, palaus, teatres, amfiteatres, circs, termes i arcs de triomf. L'escultura, inspirada en la grega, se centra igualment en la figura humana –encara que amb més realisme– sense que els importés mostrar defectes que eren ignorats per la idealitzada escultura grega. La pintura és coneguda sobretot per les restes trobades a Pompeia i destaca especialment la tècnica del mosaic.
L'art paleocristià és el resultat de l'aparició del cristianisme i es va generar al llarg de l'Imperi. Va adquirir estatus oficial després de la conversió al cristianisme de l'emperador Constantí I el Gran. L'art paleocristià va reinterpretar tant les formes clàssiques com les jueves, per servir com a vehicle d'expressió de la nova religió oficial, tot i que es va produir una atomització d'estils per zones geogràfiques. Com a tipologia de l'arquitectura paleocristiana, destaca la basílica, mentre que en l'escultura prevalen els sarcòfags i també –com a l'època romana– la pintura i el mosaic.
L'art preromànic està constituït per diversos estils desenvolupats a Europa a partir de la caiguda de l'Imperi Romà; aquest estil perdurà, aproximadament, fins a l'any 1000. La fusió de la cultura clàssica amb la dels nous pobladors d'origen germànic generà les diverses nacionalitats que conformaren el continent europeu. S'engloben en aquesta fase diversos estils d'un marcat caràcter regional, des de l'art visigòtic i dels altres pobles germànics, l'art cèltic –especialment a les Illes Britàniques– i l'art viking, passant per l'art asturià, l'art carolingi i l'art otonià.
La música té la seva pròpia història. L'obra de Boeci (480-525), «De institutione música», va estendre la seva influència durant l'alta edat mitjana. El papa Gregori I (540-604), juntament altres papes anteriors o posteriors (malgrat que la tradició només l'assenyala a ell), renovà el cant litúrgic. El document «Ordini romani» trobat al monestir de Saint Gail en un manuscrit del segle ix, descriu el cerimonial romà des del segle vi fins al ix, i en ell s'atribueix al conjunt de papes, encapçalats pel citat Gregori I, haver organitzat el cicle de cants per tot l'any. L'anomenat cant gregorià, fou així, el primer conjunt sistemàtic de música i el preludi de la notació musical actual.

## Edat mitjana
L'art romànic representà el primer estil de la cultura europea occidental de caràcter internacional, amb una identitat plenament consolidada després de la transformació del llatí en les llengües vernacles. De caràcter eminentment religiós, quasi tot l'art romànic està dirigit a l'exaltació i divulgació del cristianisme. L'arquitectura destaca per l'ús de la volta de canó i l'arc de mig punt, iniciant-se la construcció de grans catedrals i monestirs, que continuarà durant el gòtic. L'escultura es va desenvolupar principalment en el bastiment arquitectònic; era de caràcter religiós, amb figures esquematitzades, sense realisme, d'un signe simbòlic. Les mostres més interessants d'imatgeria medieval van ser de dos tipus: el Crist Majestat i la Mare de Déu amb l'Infant, que es van crear principalment a les valls dels Pirineus. La pintura és preferentment mural, també de signe religiós i amb figures esquemàtiques.
L'art gòtic va desenvolupar-se entre els segles XII i XVI, una època d'una gran expansió econòmica i cultural. L'arquitectura va patir una profunda transformació, amb formes més lleugeres, més dinàmiques i amb una millor anàlisi estructural que va permetre fer edificis més estilitzats, amb més obertures i, per tant, una millor il·luminació. Van aparèixer noves tipologies com l'arc ogival, la volta de creueria, i la utilització de contraforts i arcbotants que permetien sostenir millor l'estructura de l'edifici, fent possible interiors més amplis, decorats amb vitralls i rosasses. El retaule va ser el suport per a la pintura narrativa i l'escultura va lluir de manera destacada en les portades de les catedrals i, a més a més de relleus, es realitzaren imatges exemptes als mainells i dins de fornícules.

## Edat moderna

Autoretrat 1498 (oli, 52 x 41 cm) d'Albrecht Dürer (Museu del Prado, Madrid). Dürer va ser el primer artista que es va autoretratar; abans d'ell ningú altre no va considerar que la mateixa figura fos prou interessant per a ser pintada.

El renaixement fou una època de gran esplendor cultural a Europa; la religió va deixar pas a una concepció més científica de l'home i l'univers, i sorgí l'humanisme. Els nous descobriments geogràfics van fer que la civilització europea s'expandís per tots els continents, i la invenció de la impremta va suposar una universalització més important de la cultura. Durant el Trecento, a Itàlia, les al·lusions de Dant a Cimabue i a Giotto, o les de Petrarca a Simone Martini constitueixen el preludi del renaixement. L'art s'inspira en el classicisme grecoromà, per la qual cosa es parla d'un «renaixement» artístic després de l'obscurantisme medieval. Inspirat en la natura, sorgeixen nous models de representació, com l'ús de la perspectiva. L'arquitectura va recuperar els models clàssics, tornats a elaborar amb un concepte més naturalista i amb bases científiques; destaquen Filippo Brunelleschi, Leon Battista Alberti i Bramante. L'escultura va cercar igualment la idealitzada perfecció del classicisme, com s'observa a l'obra de Lorenzo Ghiberti, Donatello o Juan de Juni.
El manierisme representà l'evolució de les formes renaixentistes; es va abandonar la natura com a font d'inspiració per cercar un to més emotiu i expressiu, cobrant importància la interpretació subjectiva que l'artista fa de l'obra d'art. L'arquitectura adquireix un signe més efectista i equilibrat, i cal destacar l'obra d'Andrea Palladio i Miquel Àngel. En escultura, sobresurt Miquel Àngel, amb unes obres d'un gran dinamisme on ressalta l'expressió de la persona representada; també cal citar Benvenuto Cellini i Giambologna. La pintura té un segell més capritxós, extravagant, amb gust per la forma sinuosa i estilitzada, destacant en primer lloc –com en les altres arts– Miquel Àngel, amb artistes com Bronzino, Correggio, Ticià, Tintoretto i El Greco.
El barroc fou una època de grans disputes en el terreny polític i religiós. Sorgí una divisió entre els països catòlics contrareformistes, on s'aferma l'estat absolutista, i els països protestants, de signe més parlamentari. L'art es tornà més refinat i ornamentat, amb pervivència d'un cert racionalisme classicista però amb unes formes més dinàmiques i efectistes, amb gust pel sorprenent i anecdòtic, per les il·lusions òptiques i els efectes teatrals. L'arquitectura, sota unes línies clàssiques, assumí unes formes més dinàmiques, amb una exuberant decoració; destaquen artistes com Gian Lorenzo Bernini o Francesco Borromini. L'escultura adquirí el mateix caràcter dinàmic, sinuós, expressiu i ornamental; destaca també Bernini, i en l'escultura religiosa, Pedro de Mena i Francisco Salzillo. La pintura es va desenvolupar en dues tendències contraposades: el naturalisme i el classicisme. El naturalisme es basa en una estricta realitat natural, amb el gust pel clarobscur –l'anomenat tenebrisme–, amb Caravaggio i Georges de La Tour com a capdavanters. El classicisme és també realista però amb un concepte de la realitat més intel·lectual i idealitzada; sobresurten Annibale Carracci, Nicolas Poussin i Claude Lorrain. A part d'aquests dos corrents, hi va haver infinitat d'escoles, estils i autors de signe molt divers, però destaquen dues escoles regionals: la flamenca, amb Rubens, Van Dyck, i l'holandesa amb Rembrandt i Johannes Vermeer. A Espanya sobresurt la figura de Velázquez, així com José de Ribera, Francisco de Zurbarán i Bartolomé Esteban Murillo.
El rococó es desenvolupà durant el segle xviii. És un estil amb un gran sentit de la decoració i el gust per l'ornament, portats a un paroxisme de riquesa, sofisticació i elegància. L'arquitectura rococó s'assentà sobretot a França i Alemanya. L'escultura presenta un aire gràcil, refinat, com s'aprecia a l'obra de Jean-Antoine Houdon; la pintura, mostra l'exaltació religiosa o el paisatgisme vedutista (a Itàlia), les escenes cortesanes de Watteau i Fragonard (a França), passant pel conreu del retrat de Joshua Reynolds i Thomas Gainsborough (Anglaterra). Francisco de Goya en els seus començaments va practicar un cert estil rococó que va anar evolucionant fins al romanticisme.
El neoclassicisme, després de la Revolució francesa, representa l'apogeu de la burgesia i afavorí el ressorgiment de les formes clàssiques, més pures i austeres, en contraposició als excessos ornamentals del barroc i el rococó, que s'identificaven amb l'aristocràcia. L'arquitectura neoclàssica passa a ser més racional, de signe funcional i un cert aire utòpic. L'escultura, amb el corresponent referent de l'art grecoromà, va tenir com a principals figures, Antonio Canova i Bertel Thorvaldsen. La pintura, per la seva banda, va mantenir un segell auster i equilibrat; en aquest camp, cal destacar Jacques-Louis David i Ingres.

## Edat contemporània

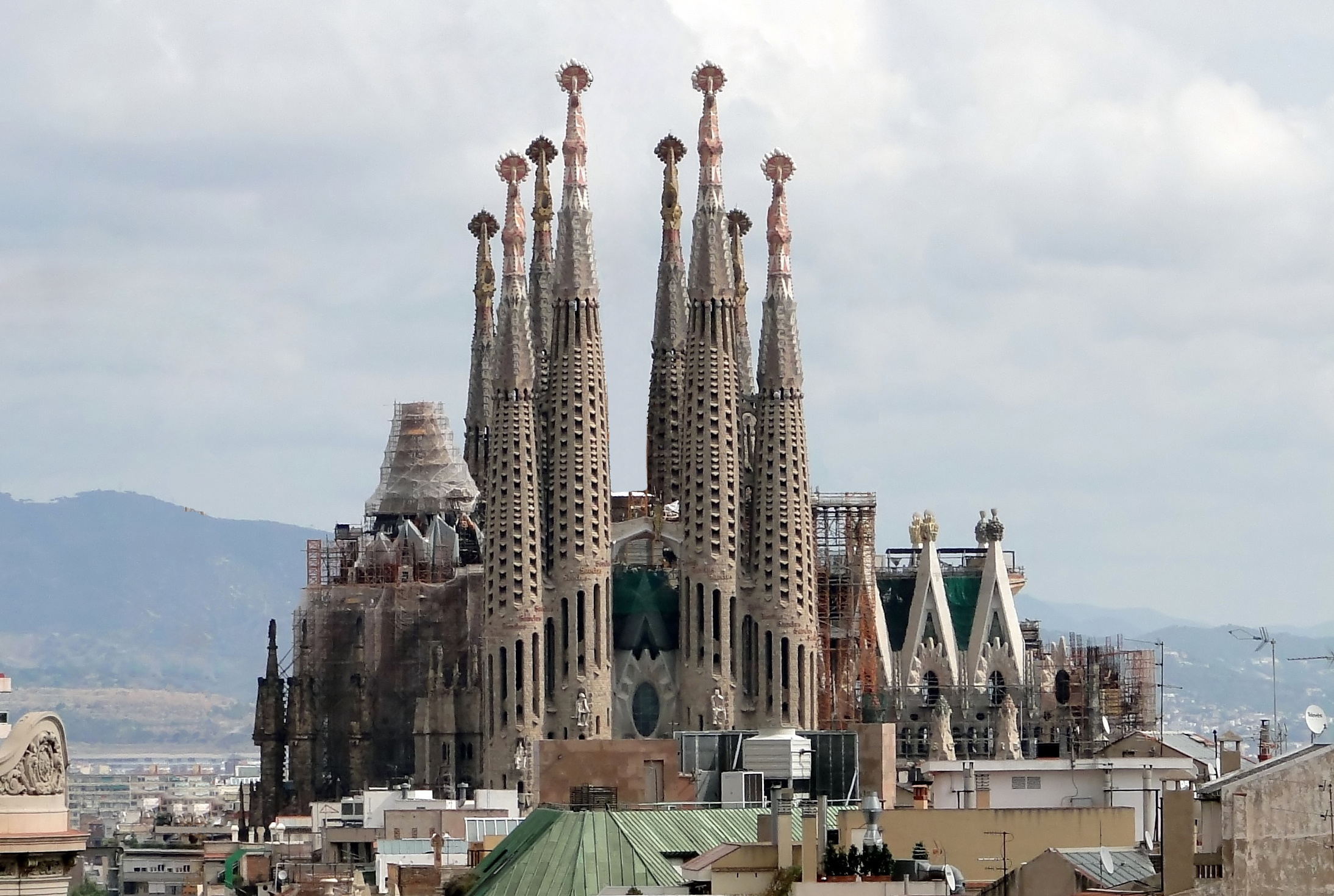
Temple de la Sagrada Família obra modernista d'Antoni Gaudí

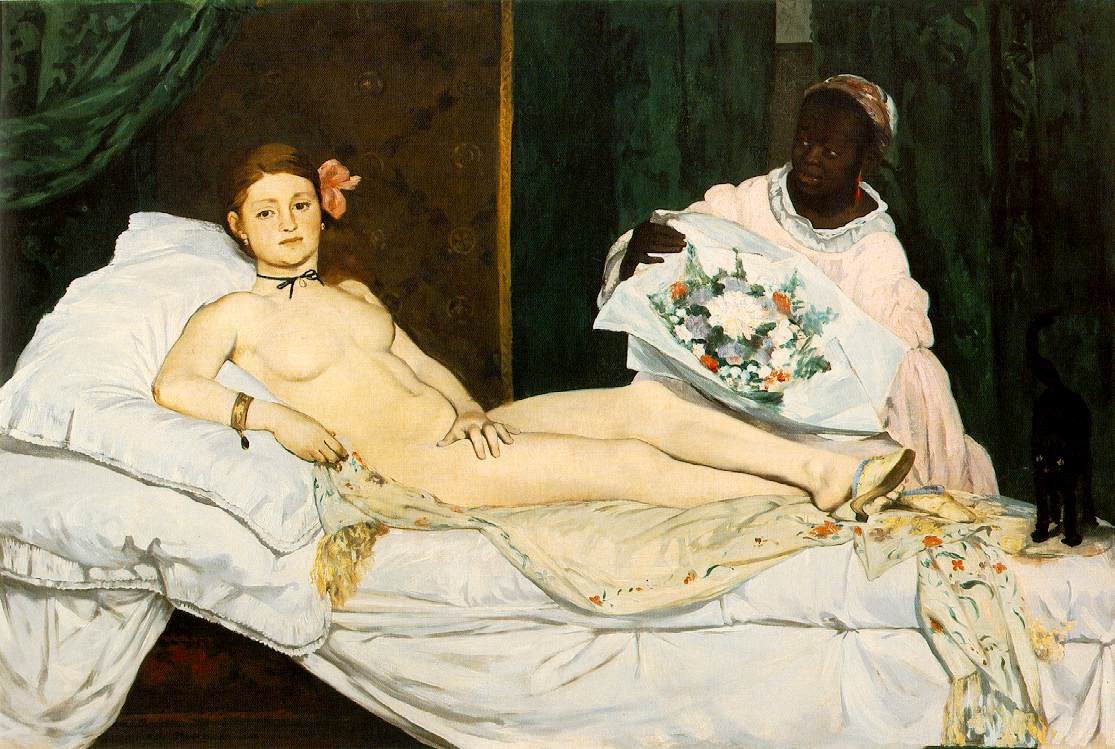
Olympia, de Manet (iniciador de l'impressionisme)

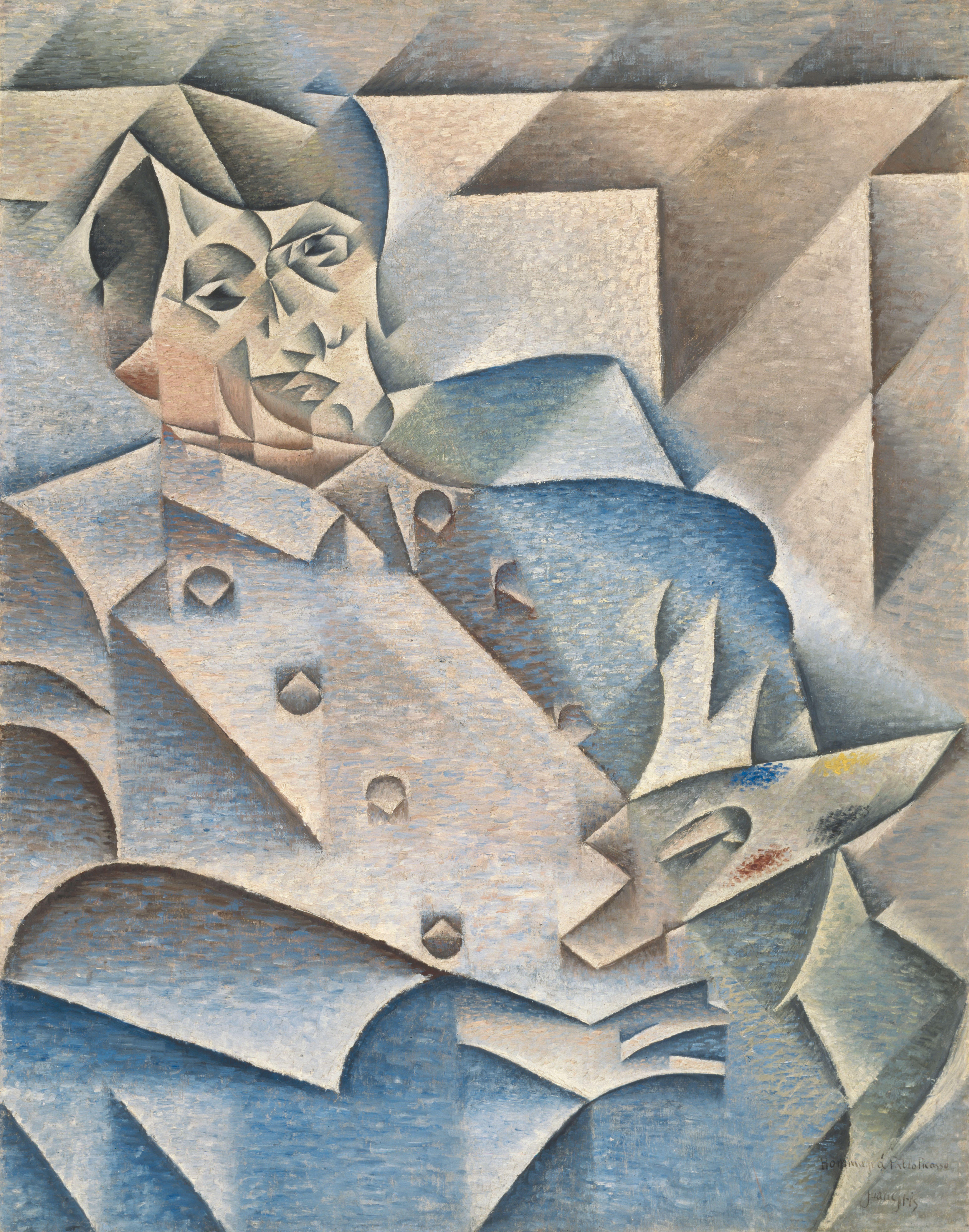
Retrat de Picasso, de Juan Gris (estil cubista)

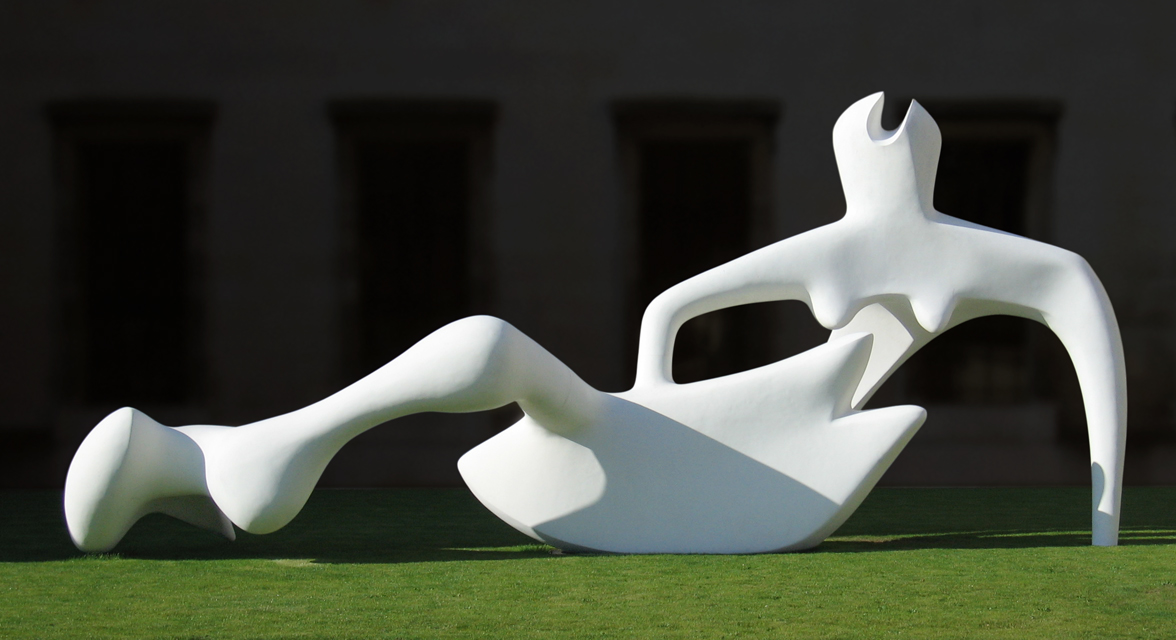
Figura reclinada, de Henry Moore

En el terreny de l'art al pas del segle xviii al XIX, s'inicia una evolució dels estils d'un gran dinamisme. Cronològicament, se succeeixen cada vegada amb més rapidesa, en un procés que culminarà al segle xx amb una atomització d'estils i corrents que conviuen i es contraposen, s'influeixen i s'enfronten.

## Seglexix
L'arquitectura vuitcentista va evolucionar molt intensament a causa dels avenços tècnics que van acompanyar la Revolució Industrial; la incorporació de nous materials, com el ferro i el formigó, van permetre la construcció d'estructures més sòlides i diàfanes. Estilísticament, la primera meitat de segle es va caracteritzar per un cert eclecticisme de les formes, així com un retorn dels estils precedents que es reinterpretaren a partir de concepcions més modernes. És l'anomenat historicisme, que va produir moviments com ara el neoromànic, el neogòtic o el neobarroc, entre d'altres. A la fi del segle va sorgir el modernisme, que va suposar una gran revolució en el terreny del disseny, amb personalitats com Víctor Horta, Otto Wagner, Antoni Gaudí, Lluís Domènech i Montaner i Josep Puig i Cadafalch.
El romanticisme fou un moviment d'una profunda renovació en tots els gèneres artístics. Els romàntics van posar especial atenció en el terreny de l'espiritualitat, de la imaginació, la fantasia i el sentiment. En el camp de la pintura, després d'una fase preromàntica amb artistes com William Blake i Johann Heinrich Füssli, van destacar Eugène Delacroix, Théodore Géricault, John Constable i Joseph Mallord William Turner. Una derivació del romanticisme va ser el moviment alemany del natzarenisme.
El realisme va sorgir a partir de mitjans de segle. Fou una tendència que va posar èmfasi en la realitat, en la descripció del món circumdant, especialment d'obrers i pagesos situats en el nou context de l'era industrial. El moviment anava acompanyat d'un cert component de denúncia social, lligat a moviments polítics com el socialisme utòpic. En pintura, destaquen Camille Corot, Gustave Courbet, Jean-François Millet, Honoré Daumier i Marià Fortuny. A Gran Bretanya va sorgir l'escola dels prerafaelites, que s'inspiraven –com el seu nom indica– en els pintors italians anteriors a Rafael Sanzio, així com en la fotografia, un invent revolucionari.
L'impressionisme fou un moviment profundament innovador, que va suposar una ruptura amb l'art acadèmic i una transformació del llenguatge artístic, iniciant el camí cap als moviments d'avantguarda. Els artistes s'inspiraven en la natura, de la que pretenien captar una «impressió» visual, la plasmació d'un instant al llenç –per influx de la fotografia–, amb una tècnica d'una pinzellada solta i tons clars i lluminosos. Es pot esmentar com a principals representants: Édouard Manet –el precursor–, Claude Monet, Camille Pissarro, Pierre-Auguste Renoir i Edgar Degas. En l'escultura foren igual de renovadores les aportacions d'Auguste Rodin que va crear les bases de l'escultura del segle xx. En el neoimpressionisme, estil que deriva de l'impressionisme, artistes com Georges Seurat i Paul Signac es preocupaven més dels fenòmens òptics i crearen la tècnica del puntillisme. En el postimpressionisme, artistes com Henri de Toulouse-Lautrec, Paul Gauguin, Paul Cézanne, Vincent Van Gogh i Joaquim Sorolla, partiren de les noves troballes tècniques realitzades pels impressionistes, però les van reinterpretar d'una manera molt personal, i obriren diferents vies de desenvolupament que serien molt importants en l'evolució de l'art del segle xx.

## Segle XX
Al segle xx, l'art viu una gran transformació, ja que en una societat materialista, més consumista, l'expressió artística es dirigeix als sentits i no a l'intel·lecte. Igualment, és especialment rellevant el concepte de moda, una combinació entre la rapidesa de les comunicacions i l'aspecte consumista de la civilització actual. Les últimes tendències artístiques perden l'interès en l'objecte artístic; l'art tradicional era un art centrat en l'objecte, i l'actual atén al concepte. Hi ha una revaloració de l'art actiu, de l'acció, de la manifestació espontània, efímera, no comercial; dos exemples els trobem en l'art conceptual, videoart, fluxus i el happening. En aquest segle es poden distingir dos grans moviments: les avantguardes i l'art postmodern.
L'arquitectura va patir una profunda transformació en tots els àmbits, des de les formes tradicionals fins als moviments d'avantguarda. Aquest canvi va suposar un nou concepte constructiu basat en una concepció més racional de l'espai, que s'estructura d'una forma més depurada i funcional, amb una especial atenció en les noves tecnologies i en la seva ubicació mediambiental. La principal tendència artística fou el racionalisme, representat fonamentalment per l'Escola de la Bauhaus. Entre els arquitectes més destacats sobresurten Ludwig Mies van der Rohe, Le Corbusier, Josep Lluís Sert, Oscar Niemeyer, Alvar Aalto, Rafael Moneo i Norman Foster.
L'avantguarda fou un primer gran moviment dins el qual s'inclouen estils com el fauvisme, l'expressionisme, el cubisme, el futurisme, el dadaisme, el surrealisme i l'art abstracte. El fauvisme va suposar una experimentació en el terreny del color que és tractat d'una manera subjectiva i personal. L'expressionisme, impulsat especialment per grups com Die Brücke i Der Blaue Reiter, nasqué com una reacció a l'impressionisme. Es produeix un predomini de l'expressió de la vida interior per sobre de la impressió de la realitat; tot cercant una temàtica personal es conrea el gust per tot el que és fantàstic. El cubisme cerca organitzar la visió simultània d'objectes dins una trama geomètrica i amb una gamma de colors freds; també cal destacar l'aparició del collage. Una de les principals figures d'aquest moviment va ser Pablo Picasso. El futurisme fou un moviment italià que exaltava els valors del progrés tècnic i industrial. I el dadaisme, aparegué com una reacció als desastres de la Primera Guerra Mundial; personalitats com Hans Arp i Marcel Duchamp es van qüestionar els temes i les tècniques artístiques tradicionals i experimentaren amb materials nous, com els ready-made. El surrealisme va imposar la fantasia, el món dels somnis, mostrant l'inconscient de l'artista. Entre els artistes surrealistes sobresurten Salvador Dalí, Max Ernst, Joan Miró i Henry Moore. Amb l'art abstracte, iniciat per Vassili Kandinski, es deixa de banda l'aspecte real, la imitació de la natura, per centrar-se en l'expressivitat de l'artista, mitjançant formes i colors que eviten qualsevol component referencial. L'anomenat constructivisme fou un estil compromès políticament que va néixer a la Rússia revolucionària; va generar una sèrie d'obres abstractes amb una tendència a la modelació geomètrica.
| - Alliberament de 1.001 globus blaus, «escultura aerostàtica» d'Yves Klein - Bioart fet amb bacteris, expressant vuit colors diferents de proteïnes fluorescents |

## Darreres tendències
A mitjans del segle xx va aparèixer l'informalisme, estil d'unes tendències basades en l'expressivitat de l'artista que renunciava a qualsevol aspecte racional de l'art. Als Estats Units es va desenvolupar l'expressionisme abstracte amb la utilització de la tècnica del dripping o el degoteig de pintura realitzat amb diversos objectes; en contra d'aquest moviment va sorgir el pop art, d'inspiració popular i que prenia imatges del món de la publicitat. El minimalisme va suposar un procés de desmaterialització, amb obres de caràcter abstracte i d'una marcada simplicitat; com a reacció, va aparèixer l'hiperrealisme, amb una visió exagerada de la realitat que formalment presentava un aspecte quasi fotogràfic. L'art conceptual (happening, fluxus, performance) se centra en el procés mental de la creació artística, basant-se en l'afirmació que l'art és deu a la idea i no a l'objecte. Inclou tendències com l'art povera, el body art –amb el cos humà com a suport–, l'art natura –utilitza la mateixa natura en les obres– i el bioart –usa tècniques biològiques. L'art postmodern és l'oposició a l'anomenat art modern, i assumeix el fracàs com a projecte modern dels moviments d'avantguarda. És l'art autoreferencial, l'art per l'art que no pretén cap tasca social. Finalment, es pot afegir l'estil del neoexpressionisme entre els quals es destaca l'artista mallorquí, 